# اودیولاس

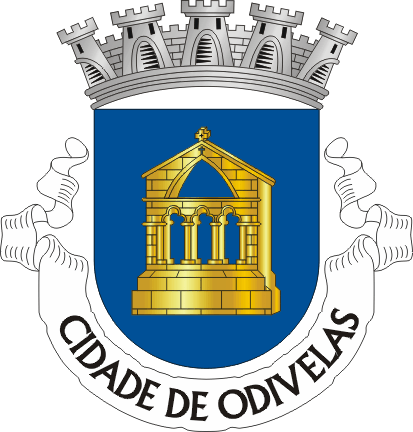
نشان شهرستان اودیولاس

اودیولاس (Odivelas) یکی از شهرهای کشور پرتغال است.
این شهر در استان لیسبون و در شمال غربی پایتخت پرتغال، شهر لیسبون، قرار گرفته‌است و بخشی از حومه لیسبون به‌شمار می‌آید.
جمعیت این شهر ۵۳٬۴۴۸ نفر است و شهرستان اودیولاس دارای ۷ بخش و ۱۳۳٬۸۹۴ نفر چمعیت است.
مهم‌ترین مکان تاریخی اودیولاس، کروزئیرو (Cruzeiro) نام دارد که بیش از ۶۰۰ سال پیش، در زمان شاه دون دینیس ساخته شده‌است.
نام اودیولاس از به هم چسبیدن واژه عربی عوذی (جوی آب) و velas لاتین (پره‌های آسیاب بادی) درست شده‌است.